# Wendell Ford
Wendell Hampton Ford (Owensboro, 8 settembre 1924 – Owensboro, 22 gennaio 2015) è stato un politico statunitense.
Per 24 anni ha fatto parte del Senato statunitense ed è stato il 53º Governatore del Kentucky, carica che ha mantenuto dal 1971 al 1974. Esponente dei Democratici, è stato capogruppo al Senato dal 1991 al 1999.